# ジョヴァンニ・デッレ・バンデ・ネーレ
ジョヴァンニ・デッレ・バンデ・ネーレ（Giovanni dalle Bande Nere,1498年4月6日 - 1526年11月30日）は、イタリアの傭兵隊長（コンドッティエーレ）で、メディチ家の一人。初代トスカーナ大公コジモ1世の父。本名はジョヴァンニ・デ・メディチだが、ジョヴァンニ・デ・メディチとは異なる。

## 生涯
1498年、メディチ家の傍系ジョヴァンニ・イル・ポポラーノとカテリーナ・スフォルツァの子としてフォルリに生まれる。フォルリ・イーモラの僭主・オッタヴィアーノ（リアーリオ家）の異父弟に当たる。
生まれてすぐ父が、11歳の時母が亡くなったため、親類のレオ10世のもとで軍人になるための訓練を受け、その後教皇軍の指揮をとる。イタリア戦争ではカール5世の皇帝軍に勇猛に立ち向かい、後年｢ルネサンス最後の傭兵隊長｣と賞讃された。18歳でロレンツォ・デ・メディチの孫のマリア・サルヴィアティと結婚し、息子のコジモ（後のコジモ1世）をもうける。
レオ10世が亡くなった時、哀悼の意を表して黒い帯を彼の記章に付け加えたため、バンデ・ネーレ（黒バンド、黒帯）という通名で呼ばれるようになる。彼の部隊(it)は全員黒い絹のリボンを付け、槍にも黒の槍旗を付けていた。日本語では黒隊長、黒旗、または黒備えのジョヴァンニとも訳される。
1526年、マントヴァ近郊カステル・ゴッフレードでの戦いで右足を砲弾で砕かれ、敗血症により死亡。半年後にローマ略奪が起こった時、人々は「彼が生きていたらこれほどのことにはならなかったのに」と嘆いたと伝えられる。

## 格言
"理（ことわり）なくして剣を抜かず、徳なくして剣を握らず" (Non mi snudare senza ragione, non m'impugnare senza valore)
"私が前に進む時は、皆私についてこい。もしも私が退（ひ）こうとしたら、私を殺せ！"

## 登場作品
映画
- ジョヴァンニ（2001年、イタリア、監督：エルマンノ・オルミ、主演：クリスト・ジフコフ）